# Список астероїдів (13901—14000)
| Назва                                   | Тимчасове позначення | Дата відкриття    | Місце відкриття                | Відкривач                                              |
| --------------------------------------- | -------------------- | ----------------- | ------------------------------ | ------------------------------------------------------ |
| (13901) 1140 T-3                        | 1140 T-3             | 17 жовтня 1977    | Паломарська обсерваторія       | К. Й. ван Гаутен, І. ван Гаутен-Ґроневельд, Т. Герельс |
| (13902) 4205 T-3                        | 4205 T-3             | 16 жовтня 1977    | Паломарська обсерваторія       | К. Й. ван Гаутен, І. ван Гаутен-Ґроневельд, Т. Герельс |
| (13903) 1975 ST                         | 1975 ST              | 30 вересня 1975   | Паломарська обсерваторія       | Ш. Дж. Бас                                             |
| 13904 Унівінниця (Univinnitsa)          | 1975 TJ3             | 3 жовтня 1975     | КрАО                           | Черних Людмила Іванівна                                |
| (13905) 1976 QA                         | 1976 QA              | 27 серпня 1976    | Паломарська обсерваторія       | Ш. Дж. Бас                                             |
| 13906 Шунда (Shunda)                    | 1977 QD2             | 20 серпня 1977    | КрАО                           | Черних Микола Степанович                               |
| (13907) 1977 RS17                       | 1977 RS17            | 9 вересня 1977    | Паломарська обсерваторія       | Мішель Олмстід                                         |
| 13908 Вельберн (Wolbern)                | 1978 RH9             | 2 вересня 1978    | Обсерваторія Ла-Сілья          | Клаес-Інґвар Лаґерквіст                                |
| (13909) 1978 VD8                        | 1978 VD8             | 7 листопада 1978  | Паломарська обсерваторія       | Е. Гелін, Ш. Дж. Бас                                   |
| (13910) 1979 MH3                        | 1979 MH3             | 25 червня 1979    | Обсерваторія Сайдинг-Спрінг    | Е. Гелін, Ш. Дж. Бас                                   |
| (13911) 1979 QT1                        | 1979 QT1             | 22 серпня 1979    | Обсерваторія Ла-Сілья          | Клаес-Інґвар Лаґерквіст                                |
| (13912) 1979 QA2                        | 1979 QA2             | 22 серпня 1979    | Обсерваторія Ла-Сілья          | Клаес-Інґвар Лаґерквіст                                |
| (13913) 1979 SO                         | 1979 SO              | 25 вересня 1979   | Обсерваторія Клеть             | Антонін Мркос                                          |
| 13914 Ґейлґант (Galegant)               | 1980 LC1             | 11 червня 1980    | Паломарська обсерваторія       | Керолін Шумейкер                                       |
| 13915 Ялоу (Yalow)                      | 1982 KH1             | 27 травня 1982    | Паломарська обсерваторія       | Керолін Шумейкер, Ш. Дж. Бас                           |
| 13916 Бернолак (Bernolak)               | 1982 QA2             | 23 серпня 1982    | Обсерваторія Піскештето        | Мілан Антал                                            |
| 13917 Корреджія (Correggia)             | 1984 EQ              | 6 березня 1984    | Станція Андерсон-Меса          | Едвард Бовелл                                          |
| 13918 Tsukinada                         | 1984 QB              | 24 серпня 1984    | Обсерваторія Ґейсей            | Тсутому Секі                                           |
| (13919) 1984 SO4                        | 1984 SO4             | 21 вересня 1984   | Обсерваторія Ла-Сілья          | Анрі Дебеонь                                           |
| 13920 Montecorvino                      | 1985 PE1             | 15 серпня 1985    | Станція Андерсон-Меса          | Едвард Бовелл                                          |
| 13921 Зґарбіні (Sgarbini)               | 1985 RP              | 14 вересня 1985   | Станція Андерсон-Меса          | Едвард Бовелл                                          |
| 13922 Кременія (Kremenia)               | 1985 SX2             | 19 вересня 1985   | КрАО                           | Черних Микола Степанович і Черних Людмила Іванівна     |
| 13923 Петергоф (Peterhof)               | 1985 UA5             | 22 жовтня 1985    | КрАО                           | Журавльова Людмила Василівна                           |
| (13924) 1986 PE1                        | 1986 PE1             | 1 серпня 1986     | Паломарська обсерваторія       | Е. Гелін                                               |
| (13925) 1986 QS3                        | 1986 QS3             | 29 серпня 1986    | Обсерваторія Ла-Сілья          | Анрі Дебеонь                                           |
| 13926 Бернерс-Лі (Berners-Lee)          | 1986 XT              | 2 грудня 1986     | Ловеллівська обсерваторія      | Едвард Бовелл                                          |
| 13927 Ґрунді (Grundy)                   | 1987 SV3             | 26 вересня 1987   | Ловеллівська обсерваторія      | Едвард Бовелл                                          |
| 13928 Ааронроджерс (Aaronrogers)        | 1987 UT              | 26 жовтня 1987    | Ловеллівська обсерваторія      | Едвард Бовелл                                          |
| (13929) 1988 PL                         | 1988 PL              | 13 серпня 1988    | Обсерваторія Сайдинг-Спрінг    | Роберт Макнот                                          |
| 13930 Tashko                            | 1988 RQ8             | 12 вересня 1988   | Смолян                         | Віолета Іванова                                        |
| (13931) 1988 RF13                       | 1988 RF13            | 14 вересня 1988   | Обсерваторія Серро Тололо      | Ш. Дж. Бас                                             |
| (13932) 1988 SL1                        | 1988 SL1             | 18 вересня 1988   | Обсерваторія Ла-Сілья          | Європейська південна обсерваторія                      |
| 13933 Чарлвілль (Charleville)           | 1988 VE1             | 2 листопада 1988  | Обсерваторія Ґейсей            | Тсутому Секі                                           |
| 13934 Kannami                           | 1988 XE2             | 11 грудня 1988    | Обсерваторія Ґекко             | Йошіакі Ошіма                                          |
| (13935) 1989 EE                         | 1989 EE              | 4 березня 1989    | Паломарська обсерваторія       | Е. Гелін                                               |
| (13936) 1989 HC                         | 1989 HC              | 30 квітня 1989    | Паломарська обсерваторія       | Е. Гелін                                               |
| 13937 Робертхаргрейвс (Roberthargraves) | 1989 PU              | 2 серпня 1989     | Паломарська обсерваторія       | Керолін Шумейкер, Юджин Шумейкер                       |
| (13938) 1989 RP1                        | 1989 RP1             | 5 вересня 1989    | Паломарська обсерваторія       | Е. Гелін                                               |
| (13939) 1989 SJ2                        | 1989 SJ2             | 26 вересня 1989   | Обсерваторія Ла-Сілья          | Ерік Вальтер Ельст                                     |
| (13940) 1989 SZ3                        | 1989 SZ3             | 26 вересня 1989   | Обсерваторія Ла-Сілья          | Ерік Вальтер Ельст                                     |
| (13941) 1989 TF14                       | 1989 TF14            | 2 жовтня 1989     | Обсерваторія Ла-Сілья          | Анрі Дебеонь                                           |
| 13942 Shiratakihime                     | 1989 VS2             | 2 листопада 1989  | Обсерваторія Кітамі            | Кін Ендате, Кадзуро Ватанабе                           |
| (13943) 1990 HG                         | 1990 HG              | 26 квітня 1990    | Паломарська обсерваторія       | Е. Гелін                                               |
| (13944) 1990 OX1                        | 1990 OX1             | 29 липня 1990     | Паломарська обсерваторія       | Генрі Гольт                                            |
| (13945) 1990 OH2                        | 1990 OH2             | 29 липня 1990     | Паломарська обсерваторія       | Генрі Гольт                                            |
| (13946) 1990 OK3                        | 1990 OK3             | 27 липня 1990     | Паломарська обсерваторія       | Генрі Гольт                                            |
| (13947) 1990 QB5                        | 1990 QB5             | 24 серпня 1990    | Паломарська обсерваторія       | Генрі Гольт                                            |
| (13948) 1990 QB6                        | 1990 QB6             | 24 серпня 1990    | Паломарська обсерваторія       | Генрі Гольт                                            |
| (13949) 1990 RN3                        | 1990 RN3             | 14 вересня 1990   | Паломарська обсерваторія       | Генрі Гольт                                            |
| (13950) 1990 RP9                        | 1990 RP9             | 14 вересня 1990   | Паломарська обсерваторія       | Генрі Гольт                                            |
| (13951) 1990 SD5                        | 1990 SD5             | 22 вересня 1990   | Обсерваторія Ла-Сілья          | Ерік Вальтер Ельст                                     |
| (13952) 1990 SN6                        | 1990 SN6             | 22 вересня 1990   | Обсерваторія Ла-Сілья          | Ерік Вальтер Ельст                                     |
| (13953) 1990 TO4                        | 1990 TO4             | 9 жовтня 1990     | Обсерваторія Сайдинг-Спрінг    | Роберт Макнот                                          |
| 13954 Борн (Born)                       | 1990 TF8             | 13 жовтня 1990    | Обсерваторія Карла Шварцшильда | Ф. Бернґен, Лутц Шмадель                               |
| (13955) 1990 UA2                        | 1990 UA2             | 21 жовтня 1990    | Обсерваторія Ніхондайра        | Такеші Урата                                           |
| 13956 Бенкс (Banks)                     | 1990 VG6             | 15 листопада 1990 | Обсерваторія Ла-Сілья          | Ерік Вальтер Ельст                                     |
| (13957) 1991 AG2                        | 1991 AG2             | 7 січня 1991      | Обсерваторія Сайдинг-Спрінг    | Роберт Макнот                                          |
| (13958) 1991 DY                         | 1991 DY              | 19 лютого 1991    | Паломарська обсерваторія       | Е. Гелін                                               |
| (13959) 1991 EL4                        | 1991 EL4             | 12 березня 1991   | Обсерваторія Ла-Сілья          | Анрі Дебеонь                                           |
| (13960) 1991 GF8                        | 1991 GF8             | 8 квітня 1991     | Обсерваторія Ла-Сілья          | Ерік Вальтер Ельст                                     |
| (13961) 1991 PV                         | 1991 PV              | 5 серпня 1991     | Паломарська обсерваторія       | Генрі Гольт                                            |
| 13962 Деламбр (Delambre)                | 1991 PO4             | 3 серпня 1991     | Обсерваторія Ла-Сілья          | Ерік Вальтер Ельст                                     |
| 13963 Євфрат (Euphrates)                | 1991 PT4             | 3 серпня 1991     | Обсерваторія Ла-Сілья          | Ерік Вальтер Ельст                                     |
| 13964 Ла Білльярдієр (La Billardiere)   | 1991 PO5             | 3 серпня 1991     | Обсерваторія Ла-Сілья          | Ерік Вальтер Ельст                                     |
| (13965) 1991 PL8                        | 1991 PL8             | 5 серпня 1991     | Паломарська обсерваторія       | Генрі Гольт                                            |
| (13966) 1991 PR16                       | 1991 PR16            | 7 серпня 1991     | Паломарська обсерваторія       | Генрі Гольт                                            |
| (13967) 1991 QJ                         | 1991 QJ              | 31 серпня 1991    | Обсерваторія Кійосато          | Сатору Отомо                                           |
| (13968) 1991 RE7                        | 1991 RE7             | 2 вересня 1991    | Обсерваторія Сайдинг-Спрінг    | Роберт Макнот                                          |
| (13969) 1991 RK26                       | 1991 RK26            | 11 вересня 1991   | Паломарська обсерваторія       | Генрі Гольт                                            |
| (13970) 1991 RH27                       | 1991 RH27            | 13 вересня 1991   | Паломарська обсерваторія       | Генрі Гольт                                            |
| (13971) 1991 UF1                        | 1991 UF1             | 18 жовтня 1991    | Обсерваторія Кушіро            | Сейджі Уеда, Хіроші Канеда                             |
| (13972) 1991 UN3                        | 1991 UN3             | 31 жовтня 1991    | Обсерваторія Кушіро            | Сейджі Уеда, Хіроші Канеда                             |
| (13973) 1991 UZ3                        | 1991 UZ3             | 31 жовтня 1991    | Обсерваторія Кушіро            | Сейджі Уеда, Хіроші Канеда                             |
| (13974) 1991 YC                         | 1991 YC              | 28 грудня 1991    | Станція JCPM Якіїмо            | Акіра Наторі, Такеші Урата                             |
| (13975) 1992 BP2                        | 1992 BP2             | 30 січня 1992     | Обсерваторія Ла-Сілья          | Ерік Вальтер Ельст                                     |
| (13976) 1992 EZ6                        | 1992 EZ6             | 1 березня 1992    | Обсерваторія Ла-Сілья          | UESAC                                                  |
| 13977 Фріш (Frisch)                     | 1992 HJ7             | 29 квітня 1992    | Обсерваторія Карла Шварцшильда | Ф. Бернґен                                             |
| 13978 Hiwasa                            | 1992 JQ              | 4 травня 1992     | Обсерваторія Ґейсей            | Тсутому Секі                                           |
| (13979) 1992 JH3                        | 1992 JH3             | 8 травня 1992     | Обсерваторія Ла-Сілья          | Анрі Дебеонь                                           |
| 13980 Нойгаузер (Neuhauser)             | 1992 NS              | 2 липня 1992      | Паломарська обсерваторія       | Е. Гелін                                               |
| (13981) 1992 OT9                        | 1992 OT9             | 28 липня 1992     | Обсерваторія Ла-Сілья          | Анрі Дебеонь, Альваро Лопес-Ґарсіа                     |
| 13982 Тунберг (Thunberg)                | 1992 RB3             | 2 вересня 1992    | Обсерваторія Ла-Сілья          | Ерік Вальтер Ельст                                     |
| (13983) 1992 RJ5                        | 1992 RJ5             | 2 вересня 1992    | Обсерваторія Ла-Сілья          | Ерік Вальтер Ельст                                     |
| (13984) 1992 RM7                        | 1992 RM7             | 2 вересня 1992    | Обсерваторія Ла-Сілья          | Ерік Вальтер Ельст                                     |
| (13985) 1992 UH3                        | 1992 UH3             | 22 жовтня 1992    | Обсерваторія Кушіро            | Сейджі Уеда, Хіроші Канеда                             |
| (13986) 1992 WA4                        | 1992 WA4             | 21 листопада 1992 | Обсерваторія Кушіро            | Сейджі Уеда, Хіроші Канеда                             |
| (13987) 1992 WK9                        | 1992 WK9             | 16 листопада 1992 | Обсерваторія Кушіро            | Сейджі Уеда, Хіроші Канеда                             |
| (13988) 1992 YG2                        | 1992 YG2             | 18 грудня 1992    | Коссоль                        | Ерік Вальтер Ельст                                     |
| 13989 Мурікабуші (Murikabushi)          | 1993 BG              | 16 січня 1993     | Обсерваторія Ґейсей            | Тсутому Секі                                           |
| (13990) 1993 EK                         | 1993 EK              | 2 березня 1993    | Обсерваторія Ніхондайра        | Такеші Урата                                           |
| 13991 Кенфіліпс (Kenphillips)           | 1993 FZ6             | 17 березня 1993   | Обсерваторія Ла-Сілья          | UESAC                                                  |
| 13992 Сесаребарбієрі (Cesarebarbieri)   | 1993 FL8             | 17 березня 1993   | Обсерваторія Ла-Сілья          | UESAC                                                  |
| 13993 Клеменсзіммер (Clemenssimmer)     | 1993 FN9             | 17 березня 1993   | Обсерваторія Ла-Сілья          | UESAC                                                  |
| 13994 Туомінен (Tuominen)               | 1993 FA15            | 17 березня 1993   | Обсерваторія Ла-Сілья          | UESAC                                                  |
| 13995 Тиравере (Toravere)               | 1993 FV16            | 19 березня 1993   | Обсерваторія Ла-Сілья          | UESAC                                                  |
| (13996) 1993 FH20                       | 1993 FH20            | 19 березня 1993   | Обсерваторія Ла-Сілья          | UESAC                                                  |
| (13997) 1993 FB32                       | 1993 FB32            | 19 березня 1993   | Обсерваторія Ла-Сілья          | UESAC                                                  |
| (13998) 1993 FL39                       | 1993 FL39            | 19 березня 1993   | Обсерваторія Ла-Сілья          | UESAC                                                  |
| (13999) 1993 FH43                       | 1993 FH43            | 19 березня 1993   | Обсерваторія Ла-Сілья          | UESAC                                                  |
| (14000) 1993 FZ55                       | 1993 FZ55            | 17 березня 1993   | Обсерваторія Ла-Сілья          | UESAC                                                  |

| ← Астероїди 10001—20000 → |             |             |             |             |             |             |             |             |             |
| 10001—10100               | 11001—11100 | 12001—12100 | 13001—13100 | 14001—14100 | 15001—15100 | 16001—16100 | 17001—17100 | 18001—18100 | 19001—19100 |
| 10101—10200               | 11101—11200 | 12101—12200 | 13101—13200 | 14101—14200 | 15101—15200 | 16101—16200 | 17101—17200 | 18101—18200 | 19101—19200 |
| 10201—10300               | 11201—11300 | 12201—12300 | 13201—13300 | 14201—14300 | 15201—15300 | 16201—16300 | 17201—17300 | 18201—18300 | 19201—19300 |
| 10301—10400               | 11301—11400 | 12301—12400 | 13301—13400 | 14301—14400 | 15301—15400 | 16301—16400 | 17301—17400 | 18301—18400 | 19301—19400 |
| 10401—10500               | 11401—11500 | 12401—12500 | 13401—13500 | 14401—14500 | 15401—15500 | 16401—16500 | 17401—17500 | 18401—18500 | 19401—19500 |
| 10501—10600               | 11501—11600 | 12501—12600 | 13501—13600 | 14501—14600 | 15501—15600 | 16501—16600 | 17501—17600 | 18501—18600 | 19501—19600 |
| 10601—10700               | 11601—11700 | 12601—12700 | 13601—13700 | 14601—14700 | 15601—15700 | 16601—16700 | 17601—17700 | 18601—18700 | 19601—19700 |
| 10701—10800               | 11701—11800 | 12701—12800 | 13701—13800 | 14701—14800 | 15701—15800 | 16701—16800 | 17701—17800 | 18701—18800 | 19701—19800 |
| 10801—10900               | 11801—11900 | 12801—12900 | 13801—13900 | 14801—14900 | 15801—15900 | 16801—16900 | 17801—17900 | 18801—18900 | 19801—19900 |
| 10901—11000               | 11901—12000 | 12901—13000 | 13901—14000 | 14901—15000 | 15901—16000 | 16901—17000 | 17901—18000 | 18901—19000 | 19901—20000 |